# Ugo Ferrazzi
Ugo Ferrazzo (Cremona, 8 agosto 1905 – Cremona, 25 marzo 1978) è stato un calciatore italiano, di ruolo portiere.

## Carriera
Giocò in Serie A ed in Divisione Nazionale con la Cremonese e con la Triestina. Con i grigiorossi disputò oltre 200 partite in dodici stagioni. Era chiamato "Manina" per la sua abilità nelle parate a terra. Poi gioca due stagioni a Reggio Emilia, 60 partite di campionato e 5 di Coppa Italia in Serie C, chiude la lunga carriera a Gallarate.

## Palmarès

### Club

#### Competizioni nazionali
- Serie C: 1

Cremonese: 1935-1936